# جزيرة تيدونغ الكبرى
جزيرة تيدونغ الكبرى وهي جزيرة من جزر إندونيسيا، وتقع في إقليم جاكارتا.